# Спортивное ориентирование на лыжах на зимних Всемирных военных играх 2010
Соревнования по спортивному ориентированию на лыжах на зимних Всемирных военных играх 2010 года прошли 23 марта в коммуне Конь в регионе Валле-д’Аоста. Были разыграны 4 комплекта наград: по 2 у мужчин и у женщин в гонке по заданному напрпавлению на дистанцию в 13 км, разбитую на 3 участка (3 км + 3 км + 7 км), в личном и командном зачёте.
На старт вышла элита мирового спортивного ориентирования на лыжах, среди них: четыре чемпиона мира, Эдуард Хренников и Наталья Томилова, которые оформили победы в общем зачёте Кубка мира несколькими днями ранее. Вызов профессиональным ориентировщикам бросил известный шведский лыжный марафонец и ориентировщик бегом Оскар Сверд.

## Медальный зачёт
| Позиция | Страна    | Золото | Серебро | Бронза | Общее число медалей |
| ------- | --------- | ------ | ------- | ------ | ------------------- |
| 1       | Россия    | 2      | 2       | 1      | 5                   |
| 2       | Франция   | 2      | 0       | 1      | 3                   |
| 3       | Норвегия  | 0      | 2       | 0      | 2                   |
| 4       | Литва     | 0      | 0       | 1      | 1                   |
| 4       | Финляндия | 0      | 0       | 1      | 1                   |

## Соревнования мужчин

### 13 км (3 км + 3 км + 7 км) в заданном направлении (индивидуальный зачёт)
Дата: 23 марта 2010
| Место | Национальность | Спортсмен            | Время   |
| ----- | -------------- | -------------------- | ------- |
| 1     | Россия         | Эдуард Хренников     | 45:25,1 |
| 2     | Норвегия       | Эйвинн Тонна         | +2:28,9 |
| 3     | Россия         | Василий Глухарёв     | +4:01,5 |
| 4     | Финляндия      | Антти Вайно          | +5:20,3 |
| 5     | Норвегия       | Эйрик Ваттердаль     | +6:29,4 |
| 6     | Финляндия      | Олли-Маркус Тайванен | +6:30,2 |
| 7     | Норвегия       | Юнас Ювели           | +6:53,5 |
| 8     | Франция        | Франсуа Гонон        | +7:38,4 |
| 9     | Эстония        | Маргус Халлик        | +7:54,4 |
| 10    | Франция        | Янн Локателли        | +59,49  |

### 13 км (3 км + 3 км + 7 км) в заданном направлении (командный зачёт)
Дата: 23 марта 2010
Результат команды высчитывается по двум лучшим результатам её представителей.
| Место | Страна    | Спортсмен                            | Время                         |
| ----- | --------- | ------------------------------------ | ----------------------------- |
| 1     | Россия    | Эдуард Хренников Василий Глухарёв    | 1:34:51,7 45:25,1 49:26,6     |
| 2     | Норвегия  | Эйвинн Тонна Эйрик Ваттердаль        | 1:39:48,5 47:54,0 51:54,5     |
| 3     | Финляндия | Антти Вайно Олли-Маркус Тайванен     | 1:42:00,7 50:45,4 51:55,3     |
| 4     | Франция   | Франсуа Гонон Янн Локателли          | 1:46:28,8 53:03,5 53:25,3     |
| 5     | Литва     | Нериюс Сулчис Регимантас Каваляускас | 1:49:30,6 54:43,4 54:47,2     |
| 6     | Италия    | Симоне Пареди Эмилиано Корона        | 1:56:50,2 55:27,8 1:01:22,4   |
| 7     | Швеция    | Карл Валхейм Карл-Юхан Грапе         | 1:59:25,5 58:34,5 1:00:51,0   |
| 8     | Румыния   | Чиприан Мариан Стелиан Купча         | 2:02:14,6 56:24,1 1:05:50,5   |
| 9     | Австрия   | Дитер Микула Эрик Симкович           | 2:02:24,5 1:00:37,8 1:03:46,7 |
| 10    | Словения  | Давид Рихтарич Себастия Силар        | 2:22:31,2 1:09:46,8 1:12:45,4 |

## Соревнования женщин

### 13 км (3 км + 3 км + 7 км) в заданном направлении (индивидуальный зачёт)
Дата: 23 марта 2010
| Место | Национальность | Спортсмен              | Время    |
| ----- | -------------- | ---------------------- | -------- |
| 1     | Франция        | Кристель Гро           | 41:31,5  |
| 2     | Россия         | Наталья Наумова        | +0,1     |
| 3     | Франция        | Элоди Буржеуа Пен      | +1,9     |
| 4     | Россия         | Наталья Томилова       | +12,5    |
| 5     | Россия         | Татьяна Власова        | +42,0    |
| 6     | Латвия         | Лайма Клауза           | +6:59,8  |
| 7     | Румыния        | Андреа Хепкал          | +8:30,4  |
| 8     | Литва          | Вилма Рудзенскайте     | +8:41,0  |
| 9     | Франция        | Анник Вакселер Пиррель | +8:48,1  |
| 10    | Финляндия      | Сари Суомалайнен       | +1:56,47 |

### 13 км (3 км + 3 км + 7 км) в заданном направлении (командный зачёт)
Дата: 23 марта 2010
Результат команды высчитывается по двум лучшим результатам её представителей.
| Место | Страна  | Спортсмен                          | Время                     |
| ----- | ------- | ---------------------------------- | ------------------------- |
| 1     | Франция | Кристель Гро Элоди Буржеуа Пен     | 1:23:04,9 41:31,5 41:33,4 |
| 2     | Россия  | Наталья Наумова Наталья Томилова   | 1:23:15,6 41:31,6 41:44,0 |
| 3     | Литва   | Вилма Рудзенскайте Сандра Паузайте | 1:43:24,6 50:12,5 53:12,1 |